# The Quest (filme de 1996)
The Quest é um filme de artes marciais de 1996 co-escrito e dirigido por Jean-Claude Van Damme em sua estréia na direção, que também estrelou o filme. O filme é co-estrelado por Roger Moore, James Remar e Janet Gunn. The Quest foi lançado nos Estados Unidos em 26 de abril de 1996.
A trama, ambientada em 1925, gira em torno de um torneio de artes marciais na misteriosa "Cidade Perdida", localizada no fundo do Tibete, com artistas marciais de todo o mundo lutando para ganhar o prêmio do vencedor, o "Dragão Dourado", uma estátua valiosa feita de ouro maciço. Frank Dux diz que o filme era uma reformulação de um roteiro que ele havia escrito em 1991, intitulado "Enter the New Dragon: The Kumite", foram rejeitadas por um júri.

## Sinopse
Tarde da noite em um bar vazio nos dias atuais, um velho entra e aguarda o serviço, e não muito tempo depois, um grupo de bandidos chega e tenta roubar o caixa. O velho derrota-os facilmente, um por um, com combate corpo a corpo. Espantado, o barman pergunta como ele aprendeu a lutar. O velho responde: "Faz muito tempo ..."
Christopher Dubois (Jean-Claude Van Damme)  é um batedor de carteiras em seus vinte e poucos anos, vivendo em 1925 na cidade de Nova York. Órfão em criança, Dubois cuida de um grande grupo de jovens órfãos, realizando contras e roubando. Depois de roubar uma grande quantia de dinheiro de um grupo de gângsteres, Dubois e as crianças são encontradas pelos gângsteres. Dubois é capaz de subjugar os bandidos, mas a luta chama a atenção da polícia. Depois de prometer voltar para as crianças, Dubois escapa da polícia, escondendo-se em um barco. Ele é descoberto pela tripulação e preso por contrabandistas de armas e piratas e forçado a trabalhar fisicamente. Eventualmente, a equipe decide que Dubois não é mais necessário, mas antes que ele possa ser morto, o navio pirata é atacado e embarcado por um inglês mercenário, Lord Edgar Dobbs (Roger Moore). Depois de salvar a vida um do outro, Dobbs concorda em ajudar Dubois a voltar para casa, mas o engana e vende Dubois para a escravidão em uma ilha na costa do Sião, onde Dubois é treinado na arte do Muay Thai.
Após seis meses, Dobbs e seu parceiro Harri Smythe encontram Dubois lutando em uma luta de Muay Thai e veem que ele se tornou um lutador habilidoso. Dobbs mais tarde ajuda (e explora) Dubois, comprando sua liberdade para que o lutador agora experiente possa representar os Estados Unidos em um torneio semelhante a Kumite chamado Ghang-gheng, realizado na Cidade Perdida do Tibete. Representantes da Alemanha, União Soviética, Escócia, Espanha, Turquia, Brasil, Coréia, Sião, Grécia, França, China, Japão, Okinawa, África e Mongólia lutam em lutas de eliminação. O vencedor do torneio recebe uma estátua valiosa feita de ouro maciço, o Dragão Dourado. Ao longo da jornada estão a repórter americana Carrie Newton e a campeã de boxe dos pesos pesados Maxie Devine.
Dubois finalmente vence o torneio derrotando Khan, o representante da Mongólia, e ele recebe uma medalha e proclama o maior lutador, mas não aceita o Dragão Dourado. Em vez disso, ele o negocia pela vida de Dobbs e de seu camarada Harri, que foram condenados à morte por tentarem roubar o Dragão Dourado.
De volta ao bar, Dubois explica que voltou a Nova York e ajudou as crianças a sair das ruas. Em última análise, as coisas acabaram bem. Devine ajudou a treinar muitos grandes lutadores, enquanto Dobbs e Harri abriram um posto comercial no fundo da Amazônia. Na cena final, um livro é encerrado, revelando seu título, 'The Quest', e que foi escrito por Carrie Newton.

### O Ghang-gheng

#### Lutas da primeira rodada
- União Soviética VS Espanha
- Japão VS Okinawa
- França VS Brasil
- China VS Coréia
- Turquia VS Escócia
- Siam VS Africa
- Alemanha vs Estados Unidos
- Mongólia VS Grécia

ELIMINADO: União Soviética, Okinawa, França, Coréia, Escócia, África, Alemanha, Grécia

#### Lutas da segunda rodada
- Japão VS Turquia
- Brasil VS China
- Mongólia VS Sião
- Espanha VS Estados Unidos

ELIMINADO: Turquia, Brasil, Sião, Espanha
Lutas Semi-finais
- Estados Unidos VS China
- Mongólia VS Japão
- ELIMINADO: China, Japão

#### Luta final
- Estados Unidos da América VS Mongólia

VENCEDOR: Estados Unidos
ELIMINADO: Mongólia

## Elenco
- Jean-Claude Van Damme como Christopher Dubois
- Roger Moore como Lord Edgar Dobbs
- James Remar como Maxie Devine
- Janet Gunn como Carrie Newton
- Jack McGee como Harri Smythe
- Aki Aleong como Khao
- Abdel Qissi como Khan (lutador da Mongólia)
- Jen Sung como Phang (Lutador Siamês)
- Stefanos Miltsakakis como lutador grego
- Ong Soo Han como lutador coreano
- Louis Mandylor como Riggi

- Chang Ching Peng Chaplin como Mestre Tchi
- Ryan Cutrona como Oficial O'Keefe
- Peter Wong como lutador chinês (Shaolin)
- Kōji Kitao como Kyoshiro Oyama (sumô)
- César Carneiro como lutador brasileiro (capoeira)
- Habby Heske como lutador alemão
- Peter Malota como lutador espanhol
- Azdine Nouri como lutador turco
- Shane Meier como Red

## Bilheteria e recepção crítica
The Quest estreou no 1º lugar e ganhou US $ 7 milhões em seu primeiro fim de semana nos Estados Unidos. Ele caiu para o terceiro lugar na semana de 6 de maio. No final, arrecadou US $ 21,6 milhões nas bilheterias americanas e US $ 35,8 milhões internacionalmente, totalizando um total de US $ 57,4 milhões.
A reação de muitos críticos de cinema profissionais foi negativa, citando o roteiro fino do filme, a direção de Jean-Claude Van Damme e semelhança com o hit anterior de Van Damme, Bloodsport. No entanto, alguns críticos elogiaram os valores de produção do filme, belos locais e a performance de Roger Moore, enquanto os fãs de filmes de artes marciais elogiaram The Quest por mostrar vários estilos de luta de todo o mundo. No site agregador de críticas Rotten Tomatoes, o filme recebeu uma classificação de aprovação de 14% com base em 21 críticas e uma classificação média de 3,7 / 10.
O público consultado pelo CinemaScore atribuiu ao filme uma nota média de "B" na escala A + a F.